# Parque conmemorativo Paz 2-28

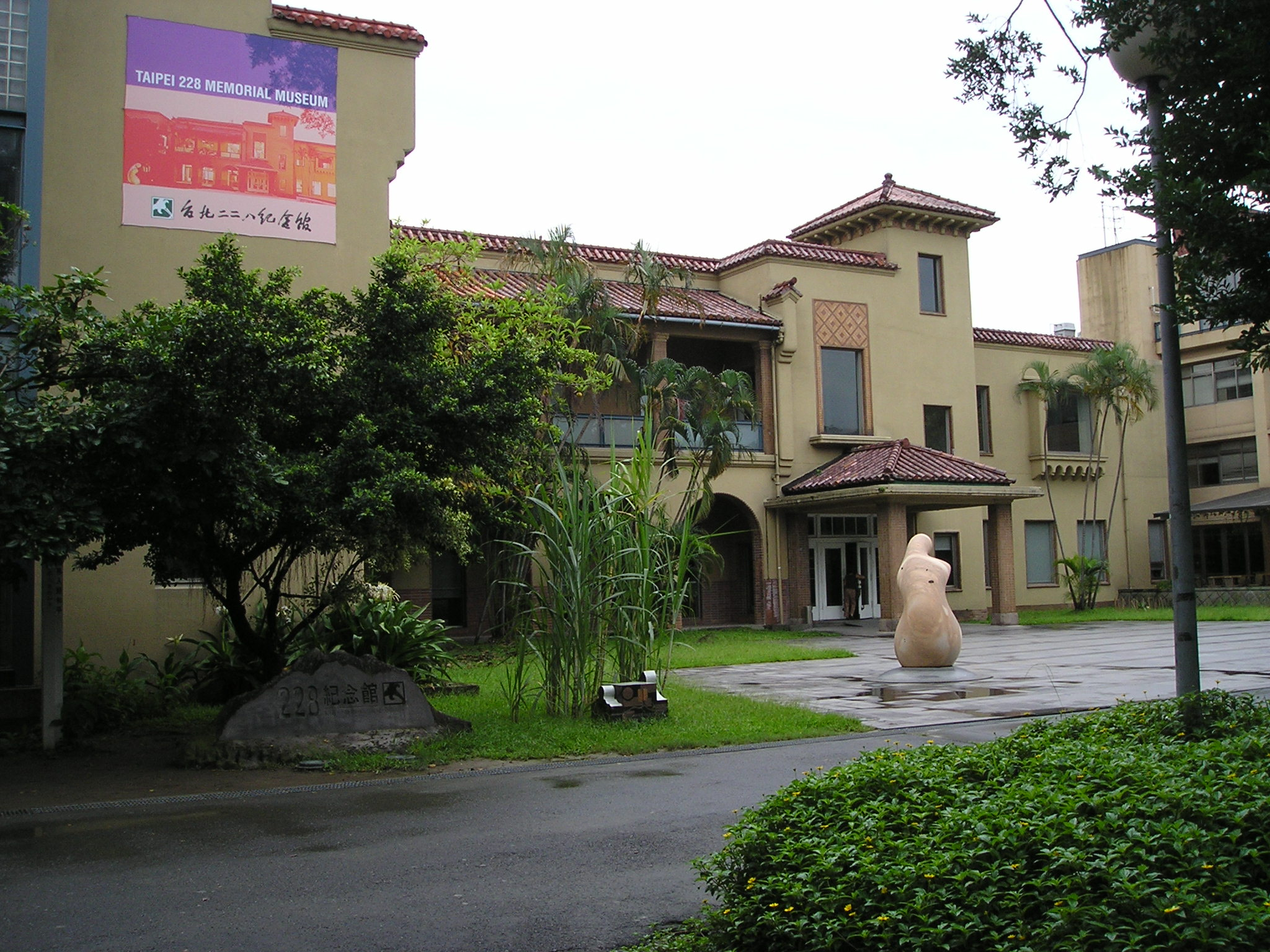
Museo conmemorativo Taipéi 228

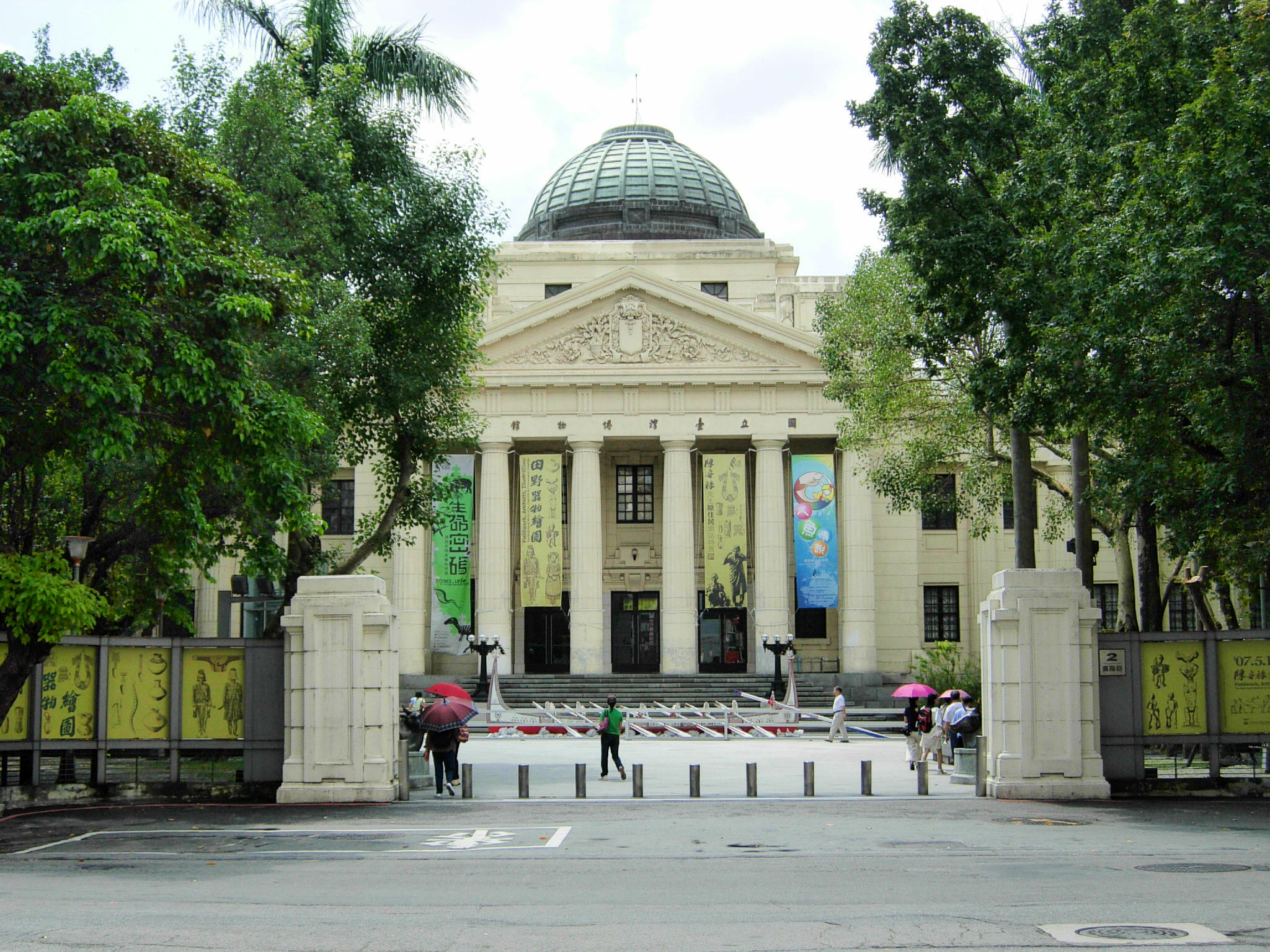
Museo nacional de Taiwán

El Parque conmemorativo Paz 2-28 (228 Peace Memorial Park) es un sitio histórico y un parque municipal localizado en el 3 del bulevar Ketagalan, distrito de Zhongzheng, Taipéi, Taiwán. El parque contiene monumentos a las víctimas del incidente del 28 de febrero de 1947, incluyendo el Monumento conmemorativo Taipéi 2-28 ubicado en el centro del parque y el Museo conmemorativo Taipéi 2-28, ubicado en los locales de una antigua estación radiofónica que operaba bajo el régimen japonés y el del Kuomintang. El Museo nacional de Taiwán se encuentra en la entrada norte del parque. El parque también tiene una pagoda, una concha acústica y áreas de ejercicio.

## Historia
El parque se estableció originalmente en 1900 como Parque Taihoku (臺北公園 en japonés) durante el periodo colonial japonés, en terrenos de un antiguo templo. Fue el primer parque urbano de estilo europeo de Taiwán, ubicado en terrenos de la oficina del Gobernador Colonial (actualmente el Edificio del despacho Presidencial).
En 1930, las autoridades japonesas de Taiwán establecieron una estación radiofónica en el sitio. La estación inicialmente albergó la Oficina de radiodifusión de Taipéi, adscrita a la oficina de propaganda gubernamental. Al año siguiente, se creó la Asociación de radiodifusión de Taiwán para manejar emisiones a toda la isla. La estación de radio del Parque Taihoku se convirtió en el centro de actividad de transmisión para la Asociación.
El parque fue rebautizado Nuevo Parque Taipéi en 1945 por las autoridades del Kuomintang, que remplazó al gobierno japonés después de la Segunda Guerra Mundial, en 1945. La agencia fue renombrada Compañía de Radiodifusión de Taiwán. La estación se convirtió en el órgano de emisión principal del gobierno y del ejército del Kuomintang.
En 1947, un grupo de manifestantes, molestos por una brutal acción policial contra civiles taiwaneses, tomó la estación y la utilizó para retransmitir acusaciones contra el gobierno del Kuomintang. La acción formó parte de una cadena de los acontecimientos ahora referidos como el incidente del 28 de febrero. Con las subsiguientes medidas de represión del gobierno se retomó la estación bajo control del Kuomintang conduciendo a un período de represión. Dos años más tarde, el Kuomintang perdió su asiento en China continental y sus dirigentes retrocedieron a Taiwán. Como parte de las medidas para tratar de establecerse como el legítimo gobierno de China en el exilio la oficina fue rebautizada la Corporación de Radiodifusión de China (Broadcasting Corporation de China o BCC).
El gobierno de la ciudad de Taipéi tomó posesión de los locales cuando la BCC se mudó en 1972. La ciudad convirtió el sitio en la oficina de parques y alumbrado de Taipéi.
Una vez que Taiwán entró en su período de democracia moderna en la década de 1990, el presidente Lee Teng-hui presentó una disculpa oficial en 1995 y abrió el debate sobre el pasado de Taiwán. El incidente del 28 de febrero de 1947 fue oficialmente reconocido y abiertamente debatido. En 1996, el gobierno de la ciudad de Taipéi designó la antigua estación radiofónica como sitio histórico, y dos años más tarde el edificio se convirtió en el Museo Conmemorativo Taipéi 2-28 y el parque fue rebautizado Parque Conmemorativo Paz 2-28.
El Monumento a la masacre del 28 de febrero fue diseñado por el arquitecto taiwanés Cheng Tsu-tsai (en chino tradicional, 鄭自才; pinyin, Zhèng Zì cái; Zhèng Zì cái, también conocido como Deh Tzu-tsai o TT Deh), quien fue condenado por intento de asesinato en 1971, luego de un atentado contra Chiang Ching-kuo. Después de cumplir su condena, fue nuevamente encarcelado por entrar ilegalmente a Taiwán en 1991. Estando en prisión, sometió su propuesta para el monumento. El monumento tiene una inscripción con una exhortación a la paz y la unidad.